# Championnat d'Irlande de football 1968-1969
Navigation
Édition précédente Édition suivante
Le Championnat d'Irlande de football en 1968-1969. Deuxième victoire consécutive de Waterford. 

## Les 12 clubs participants
- Bohemian Football Club
- Cork Celtic Football Club
- Cork Hibernians Football Club
- Drogheda United Football Club
- Drumcondra Football Club
- Dundalk Football Club
- Limerick Football Club
- St. Patrick's Athletic Football Club
- Shamrock Rovers Football Club
- Shelbourne Football Club
- Sligo Rovers Football Club
- Waterford United Football Club

## Classement
| Place | Club                      | Points | Victoires | Nuls | Défaites | Buts pour | Buts contre | Différence |
| ----- | ------------------------- | ------ | --------- | ---- | -------- | --------- | ----------- | ---------- |
| 1er   | Waterford United          | 36     | 16        | 4    | 2        | 68        | 30          | +38        |
| 2e    | Shamrock Rovers           | 31     | 14        | 3    | 5        | 56        | 28          | +28        |
| 3e    | Cork Hibernians           | 30     | 14        | 2    | 6        | 39        | 27          | +12        |
| 4e    | Dundalk FC                | 29     | 13        | 3    | 6        | 54        | 29          | +25        |
| 5e    | St. Patrick's Athletic FC | 24     | 10        | 4    | 8        | 41        | 42          | -1         |
| 6e    | Drogheda United           | 22     | 8         | 6    | 8        | 35        | 30          | +5         |
| 7e    | Limerick FC               | 22     | 9         | 4    | 9        | 30        | 36          | -6         |
| 8e    | Sligo Rovers              | 20     | 8         | 4    | 10       | 29        | 32          | -3         |
| 9e    | Drumcondra FC             | 17     | 6         | 5    | 11       | 28        | 44          | -16        |
| 10e   | Shelbourne FC             | 12     | 2         | 8    | 12       | 30        | 69          | -39        |
| 11e   | Cork Celtic FC            | 11     | 3         | 5    | 14       | 28        | 52          | -24        |
| 12e   | Bohemians FC              | 10     | 3         | 4    | 15       | 21        | 50          | -29        |

## Source
- (en) Alex Graham, Football in the Republic of Ireland : a Statistical Record 1921–2005, Soccer Books Ltd, novembre 2005, 142 p. (ISBN 978-1862231351).